# Юкон (Оклагома)
Юкон (англ. Yukon) — місто (англ. city) в США, в окрузі Канадіян штату Оклагома. Населення — 23 630 осіб (2020).

## Географія
Юкон розташований за координатами 35°31′6″ пн. ш. 97°45′58″ зх. д. / 35.51833° пн. ш. 97.76611° зх. д. (35.518404, -97.766172).  За даними Бюро перепису населення США в 2010 році місто мало площу 68,07 км², з яких 67,92 км² — суходіл та 0,15 км² — водойми.

## Демографія
Згідно з переписом 2010 року, у місті мешкало 22 709 осіб у 8744 домогосподарствах у складі 6390 родин. Густота населення становила 334 особи/км².  Було 9231 помешкання (136/км²).
Расовий склад населення:
| - 87,8 % — білих - 3,7 % — корінних американців - 2,0 % — азіатів - 1,2 % — чорних або афроамериканців - 0,1 % — вихідців з тихоокеанських островів - 1,5 % — осіб інших рас |

До двох чи більше рас належало 3,7 %. Частка іспаномовних становила 4,9 % від усіх жителів.
За віковим діапазоном населення розподілялося таким чином: 26,1 % — особи молодші 18 років, 59,7 % — особи у віці 18—64 років, 14,2 % — особи у віці 65 років та старші. Медіана віку мешканця становила 37,8 року. На 100 осіб жіночої статі у місті припадало 89,9 чоловіків;  на 100 жінок у віці від 18 років та старших — 87,1 чоловіків також старших 18 років.
Середній дохід на одне домашнє господарство  становив 79 534 долари США (медіана — 65 377), а середній дохід на одну сім'ю — 90 726 доларів (медіана — 73 104). Медіана доходів становила 51 622 долари для чоловіків та 37 223 долари для жінок. За межею бідності перебувало 7,1 % осіб, у тому числі 9,0 % дітей у віці до 18 років та 5,4 % осіб у віці 65 років та старших.
Цивільне працевлаштоване населення становило 12 274 особи. Основні галузі зайнятості: освіта, охорона здоров'я та соціальна допомога — 23,0 %, роздрібна торгівля — 14,7 %, науковці, спеціалісти, менеджери — 8,4 %, виробництво — 7,6 %.